# الحزام العربي

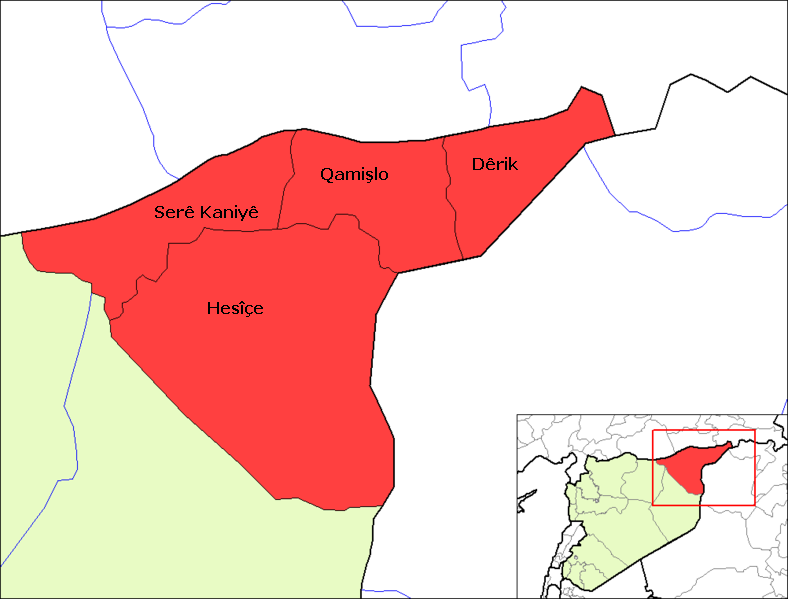

الحزام العربي مصطلح استعملته بعض الجهات للإيحاء بحملة تعريب اتهمت حكومة البعث السورية بانتهاجها للوقاية ضد تأثير الاضطرابات الكردية المستقبلية في تركيا المجاورة. دار الحديث حول بعض المناطق على خط الحدود التركية في أقصى شمال شرق سورية، في مناطق توجد فيها قرى يقطنها أكراد في محافظة الحسكة. تدعي بعض المصادر أنه تم توطين مجموعات قبلية عربية سنية في المنطقة في الفترة من عام 1965 إلى عام 1976 كجزء من سياسة حكومة البعث، التي أنشأت مجتمعات عربية بنتها الحكومة على أراض تابعة للدولة قرب قرى كردية. شرعت سوريا في تنفيذ هذه السياسة اعتباراً من عام 1973 وما بعده عندما بنت قرى نموذجية في محافظة الحسكة أسكنت فيها أربعة آلاف أسرة من العرب الذين فقدوا أراضيهم عند بناء سد الطبقة (في محافظة الرقة). تم التخلي عن هذه السياسة في عام 1976 ولكن لم تتم إزالة العرب الذين استقروا في المنطقة.

## خلفية
محافظة الحسكة غنية برواسب النفط والأراضي الزراعية الخصبة. تشير التقديرات إلى أن حوالي 50 إلى 60 في المائة من المخزون النفطي السوري تقع في منطقة المالكية.

### هجرة الأكراد إلى سورية
شهدت هذه المنطقة هجرة عشرات الآلاف من الكرد من تركيا على مدى عقود، بدءا من ثورة الشيخ سعيد بيران عام 1925 وحتى برنامج التأميم الناصري، إبان عهد الوحدة بين 1958 و1961، الذي جذب أكرادا هدفوا للحصول على أراضٍ زراعية مجانية ضمن برنامج التأميم. نتيجة ذلك، وصل عدد الكرد الأجانب في المحافظة 25 ألف نسمة.
كانت الجزيرة السورية مع بداية عهد الاحتلال الفرنسي شبه خالية من السكان باستثناء بعض القبائل العربية من البدو الرحل. في العشرينيات من القرن العشرين، استقبلت سلطات الانتداب الفرنسي المهاجرين من تركيا من مسيحيين وأكراد وسهلت لهم الإقامة والعمل ومنحتهم الجنسية السورية. كانت الزيادة السكانية في المحافظة تقفز بنسب غير طبيعية مثلما حدث بين أعوام 1930 و 1935 (حيث تضاعف عدد السكان من 44 ألف نسمة إلى أكثر من 95 ألف نسمة نتيجة الهجرة الكبيرة التي شهدتها المنطقة من تركيا (طالع الجدول). توالت القفزات السكانية الناتجة عن هجرة الأكراد (والمسيحيين بدرجة أقل) إلى المنطقة خلال العقدين التاليين وبخاصة خلال الخمسينيات.
بعد تولى حزب البعث السلطة في عام 1963 في سورية طُرح خطر تغير التركيبة السكانية في الحسكة. عينت القيادة القطرية محمد طلب هلال في عام 1965 محافظاً للحسكة، وخلال فترته عملت القيادة القطرية بدءاً من عام 1966 على دراسة فكرة الحزام العربي، أثناء تنفيذ السوفييت مشروع سد الفرات. تشير دراسة أعدها مكتب الفلاحين القطري التابع للحزب في أواخر عام 1966 إلى أن مساحة الحزام العربي بلغت 3,001،911 دونم، تمتد من المالكية على الحدود الإدارية بين محافظتي الحسكة والرقة، وبين قريتي تل جليلة وراجان، بعمق عشرة كيلومترات. وقرر في عام 1965 بناء حزام عربي طوله 350 كم وعرضه 10–15 كم على طول الحدود السورية – التركية. وقد وصل الحزام إلى أقصى حدوده من الحدود العراقية في الشرق إلى رأس العين في الغرب. وبعد انقلاب آخر داخل حزب البعث، نجح حافظ الأسد في أن يصبح رئيسا لسوريا في عام 1970، وبدأ في تنفيذ الخطة في عام 1973. وتم تغيير اسم المشروع رسميا إلى «خطة إنشاء مزارع نموذجية تابعة للدولة في منطقة الجزيرة».

## التنفيذ
في السبعينيات من القرن الماضي، أنشأت الحكومة السورية 45 قرية وجلبت 4,000 أسرة عربية إلى منطقة الحسكة في الجزء الشمالي الشرقي من البلاد. هذه الأسر (ويبلغ مجموع أفرادها 24,000 نسمة كحد أقصى) نقلت من مناطق غمرتها مياه سد الفرات في محافظتي الرقة وحلب، ويشار إلى هؤلاء بالعرب الغمر (الذين تأثروا بالفيضانات). وأخذا بعين الاعتبار العدد الضئيل للمرحلين في محافظة عدد سكانها يناهز المليون نسمة، لم تؤثر هذه العملية على التوازن السكاني في المحافظة.

## أثره على الكرد

### المشككون
المشككين في التأثيرات السلبية التي تركها هذا المشروع على السكان الكرد يقللون منها حيث يفيدون بأنه لم تنشأ أي قرية جديدة في مكان أي قرية كردية عامرة، ولم يُهجر أي فلاح كردي، على الرغم من إثارة الفلاحين الكرد للاحتجاج على المشروع. يضيفون أيضا أن السياسات التعريبية كانت شكلية ولفظية أكثر منها سياسات قومية بالمعنى الكمالي (نسبة إلى أتاتورك) الذي جرى في تركيا مثلاً. كما يضيفون بأن سياسة الحزام العربي من ناحية النتائج سياسة اسمية، ومن الناحية الديمغرافية سياسة محدودة لا ترتقي إلى مرتبة التذويب والصهر. وأنه سجل فعلياً نهاية أفكار واتجاهات وسياسات تذويب الكرد عربياً.